# Campagne de Hanzhong
Guerres de la fin de la dynastie Han
Batailles
Bataille de Baxi, Bataille du mont Dingjun, Bataille de la rivière Han
La campagne de Hanzhong (chinois simplifié : 汉中之战 ; chinois traditionnel : 漢中之戰 ; pinyin : Hànzhōng Zhī Zhàn), est une campagne militaire lancée par le seigneur de guerre Liu Bei pour s’emparer de la Commanderie de Hanzhong qui est sous le contrôle de son rival Cao Cao. La campagne se déroule entre 217 et 219 durant la fin de la dynastie Han, juste avant le début de la période des Trois Royaumes. Bien que les forces de Cao Cao se soient installées à Hanzhong trois ans auparavant, après la bataille de Yangping, elles sont usées par la stratégie de la terre déserte employée par les forces de Liu, qui utilise des attaques ciblées pour capturer les points stratégiques de l’ennemi. Une de ces attaques entraîne la mort de Xiahou Yuan, un des principaux généraux de Cao Cao, portant ainsi un coup terrible au moral des forces de Cao. En raison de problèmes logistiques, entre autres, ce dernier est finalement forcé d’abandonner Hanzhong et d'ordonner à ses troupes de battre en retraite. Liu Bei sort victorieux lors de la campagne et occupe Hanzhong en 219, avant de s'autoproclamer "Roi de Hanzhong" à l’automne de la même année.

## Situation avant la campagne
En 215, Cao Cao attaque le seigneur de guerre Zhang Lu, qui règne sur la Commanderie de Hanzhong. Peu après sa défaite lors de la bataille de Yangping, Zhang Lu se rend et Hanzhong passe sous le contrôle de Cao Cao.
De son côté, Liu Bei a, depuis peu de temps, pris le contrôle de la Province de Yi aux dépens de Liu Zhang. Il doit également faire face à un différend territorial avec son allié Sun Quan, concernant la Province de Jing. Lorsqu'il apprend que Cao Cao a pris Hanzong, Liu Bei se sent directement menacé. En effet, cette ville contrôle les voies d'accès nord de la Province de Yi, ce qui offre à Cao une base à partir de laquelle il peut attaquer le territoire de Bei à tout moment. Ce dernier se prépare donc à un conflit armé avec son rival, en commençant par régler son différend avec Sun Quan. À ce stade, Quan a annexé les villes de Changsha (長沙), Guiyang (桂阳) et Lingling (零陵), au détriment de Liu Bei. Bei demande à Sun Quan de détourner l’attention de Cao Cao en attaquant Hefei et exige de récupérer la ville de Lingling; en contrepartie, il reconnaît que les commanderies de Jiangxia (江夏), Changsha et Guiyang, toutes situées dans la province de Jing, sont maintenant la propriété de Quan. Les deux parties tombent d'accord et le traité est signé.

### Les différents points de vue stratégiques
Pendant ce temps, à Hanzhong, Sima Yi et Liu Ye exhortent Cao Cao pour qu'il profite de l’occasion qu'il a d'attaquer la Province de Yi. Mais Cao rejette cette idée, en leur disant : "Nous ne devrions pas être mécontents. Maintenant que nous avons déjà conquis Longyou, vous êtes toujours en train de parler de l'annexion du Shu,! ». Après quoi Cao Cao repart pour Ye (鄴), la capitale de son domaine, en laissant derrière lui ses généraux Xiahou Yuan, Zhang He et Xu Huang, pour défendre Hanzhong, ainsi que son greffier en chef (長史) Du Xi afin qu'il supervise la gestion de la commanderie.
En 217, Fa Zheng, un des conseillers de Liu Bei, va voir ce dernier et lui livre son analyse des raisons qui ont poussé Cao Cao à laisser Xiahou Yuan en arrière pour garder Hanzhong la commanderie de Hanzhong nouvellement conquise est toujours instable, en partie en raison des déplacements massifs de population ordonnés par Cao Cao. En effet, Zhang Lu, l'ancien maître de la Commanderie de Hanzong, en plus d'être un seigneur de guerre, est également le chef d'une secte, l'école taoïste des Cinq boisseaux de riz. Malgré sa défaite, il avait toujours une forte influence sur la population locale. Aussi, pour éviter tout risque de révolte, Cao Cao a fait déplacer Lu, sa famille et une partie des fidèles de son école pour les installer dans des provinces qu'il contrôle mieux. Selon Zheng, ces déplacement ont surtout, dans un premier temps, déstabilisé la région. Fa Zheng pense également que Xiahou Yuan et Zhang He ne sont pas de bons commandants et qu'ils ne pourront pas défendre convenablement la commanderie en cas d'attaque. Pour conclure son exposé, Fa Zheng exhorte Liu Bei d’attaquer Hanzhong, et lui expose les trois avantages qu'il retirerait de la possession de la Commanderie :
- Idéalement elle peut servir de base d’opérations pour attaquer Cao Cao et faire revivre la dynastie Han.
- Si cela ne s’avère pas possible on peut toujours agrandir le territoire contrôlé par Liu Bei en attaquant les provinces de Yong et Liang, car on peut accéder à ces deux provinces depuis Hanzhong.
- Enfin la possession de cette commanderie permettrait de sécuriser un accès à la province de Yi, ce qui aurait un impact positif sur la survie du régime que Liu Bei veut mettre en place.

Ce dernier est d’accord avec l’analyse de Fa Zheng et lui ordonne de planifier la campagne à venir.

## La campagne

### Premiers combats
En 217, Liu Bei suivant la stratégie que Huang Quan lui a proposée, réussit à vaincre le général Pu Hu (朴胡), prenant ainsi le contrôle de la commanderie de Badong (巴東), puis le général Du Huo (杜濩), ce qui lui permet d'annexer la commanderie de Baxi (巴西). Après cette double victoire, l'armée de Liu avance vers le col de Yangping (陽平關), près de Hanzhong. Dans le même temps, Liu Bei envoie également Zhang Fei, Ma Chao, Wu Lan (吳蘭), Lei Tong et Ren Kui (任夔) attaquer la Commanderie de Wudu (武都), après quoi ils installent leur campement à Xiabian (下辨). Durant cette période, Lei Ding (雷定) un roi de l’ethnie Di régnant sur sept tribus, se rallie à Liu Bei. Pendant ce temps, du côté des forces de Cao Cao, Xiahou Yuan défend le col de Yangping, pendant que Zhang He et Xu Huang gardent respectivement Guangshi (廣石) et Mamingge (馬鳴閣). Dans le même temps, Cao Hong et Cao Xiu partent avec une autre armée pour bloquer l'avancée de Zhang Fei.
En 218, les troupes de Zhang Fei et Ma Chao s'installent au mont Gu (固山), d'où ils répandent l'information suivant laquelle ils vont bloquer les voies de repli de leurs ennemis. Cao Hong veut alors attaquer Wu Lan à Xiabian, mais les autres généraux se méfient des mouvements de Zhang Fei. Cao Xiu pense que si Zhang Fei voulait vraiment bloquer leurs voies de repli, il garderait son plan secret au lieu de le claironner à tout va. Maintenant que Fei a dévoilé ses intentions, ils devraient en profiter pour simuler une retraite et effectuer un assaut frontal. Cao Hong valide la tactique de Cao Xiu et lance une attaque. À la fin des combats, Lei Tong et Ren Kui sont morts, tandis que Wu Lan s'enfuit pour rejoindre des tribus Di, où il est tué par Qiang Duan, un des chefs de tribu Di. Après une telle défaite, Zhang Fei et Ma Chao se replient lors du troisième mois lunaire.
Sur un autre front, Liu Bei fait face à Xiahou Yuan au col de Yangping. Durant le septième mois lunaire, Liu Bei envoie Chen Shi attaquer Mamingge, mais ce dernier est vaincu par Xu Huang et certains des soldats en fuite tombent dans les vallées profondes en essayant d'échapper à leurs ennemis. Après ce premier échec, Liu Bei conduit personnellement un assaut contre Zhang He à Guangshi, sans arriver à vaincre son ennemi. N'arrivant pas à trouver une solution à cette impasse, il envoie une lettre urgente à Zhuge Liang, qui était resté à Chengdu, la capitale des territoires de Bei, pour lui demander d'envoyer des renforts. Zhuge Liang hésite et consulte Yang Hong (楊洪), qui lui dit : «Hanzhong est la gorge de la Province de Yi. Nous sommes à un moment critique de survie et de destruction. Sans Hanzhong, il n’y aura aucun Shu (Il s'agit, là aussi, d'une allusion à la Province de Yi). Une catastrophe frappe aux portes de notre maison. En ce moment, les hommes doivent faire la guerre, les femmes devraient vous aider à transporter des fournitures, qu’y a-t-il à hésiter sur l’envoi de renforts?». Zhuge Liang suit les conseils de Yang Hong et envoie des renforts à Liu Bei, qui poursuit son bras de fer contre les forces de Cao Cao.

### Renversement de la situation
Lors du neuvième mois lunaire de l'an 218, Cao Cao quitta la ville de Ye, sa capitale, pour se rendre à Chang'an, qui est plus proche de Hanzhong, pour diriger la lutte contre Liu Bei. Mais une fois sur place, il est retenu par des problèmes internes, dont un coup d’État de grande importance et quelques soulèvements. En attendant, Liu Bei et Xiahou Yuan sont dans une impasse depuis un an. Durant le premier mois lunaire de l'an 219, Liu Bei tente de sortir de cette impasse en traversant la rivière Mian (沔水), qui coule au sud du col de Yangping, et avance vers Hanzhong à travers les montagnes. Après cette traversée, l'armée de Liu établit son camp au mont Dingjun. Xiahou Yuan et Zhang He ripostent en déplaçant également leurs troupes pour tenter de prendre le contrôle d’un terrain plus élevé, et ils établissent leur camp dans la vallée de Zouma (走馬谷). Au cours de la nuit, Liu Bei, suivant en cela un plan de Huang Quan, avance avec ses troupes et met le feu aux murs en bois des camps ennemis. Mis au courant de cette attaque, Xiahou Yuan prend des soldats avec lui pour défendre le flanc sud du camp et envoie Zhang He défendre le flanc est. Liu Bei lance une attaque directe contre Zhang He, qui se retrouve rapidement submergé par ses ennemis. Xiahou Yuan réagit en envoyant la moitié de ses forces soutenir He. Voyant cela, Fa Zheng dit à Liu Bei que c'est le moment opportun pour attaquer. Liu Bei ordonne à ses hommes de crier le plus fort possible et de faire jouer les tambours de guerre, puis il envoie Huang Zhong charger l’ennemi. Les soldats de Zhong franchissent les lignes ennemies et tuent Xiahou Yuan, ainsi que Zhao Yong (趙顒), au cours des combats, tandis que Zhang He s'enfuit avec les troupes survivantes et se replie au nord du fleuve Han, où il établit un nouveau campement.
Alors que les troupes de Cao Cao viennent de perdre leur commandant, une tempête s'ensuit. Du Xi et Guo Huai regroupent leurs troupes éparses et nomment, officieusement, Zhang He commandant en chef, en remplacement de Xiahou Yuan. He accepte et fait le nécessaire pour rétablir le calme et l’ordre au sein de l'armée. Le lendemain, Liu Bei prévoit de traverser la rivière Han pour attaquer Zhang He. Dans le même temps, les officiers sous les ordres de ce dernier soulignent qu’ils sont maintenant en infériorité numérique et lui proposent de mettre en place des camps le long des rives de la rivière Han. Guo Huai estime, au contraire, qu'agir ainsi revient à étaler la faiblesse de leur armée à l’ennemi. À la place, il propose la création d'un seul camp, loin de la rivière, pour attirer l’ennemi et l'attaquer au moment où il traverse le cours d'eau. Zhang He valide l’idée de Guo Huai et établit son camp à l'écart de la rivière. Ce déménagement rend Liu Bei méfiant et il n'ose pas traverser la rivière. Pendant ce temps, à Chang'an, Cao Cao apprend que Xiahou Yuan a été tué au combat. Il décide immédiatement d'envoyer Cao Zhen au col de Yangping, avec des renforts. Lorsque Zhen arrive sur place, il envoie Xu Huang attaquer Gao Xiang, un des généraux de Liu. Xu Huang remporte une victoire, ce qui améliore temporairement le moral des troupes de Cao Cao.

### Bataille de la rivière Han
Durant le troisième mois lunaire de l'an 219, Cao Cao prend personnellement le commandement d'une armée et part de Chang'an pour se rendre à Hanzhong, via la vallée de la Xia (斜谷). L'arrivée de son rival n’inquiète pas Liu Bei, car il se dit : "Même si Cao Cao vient, il ne peut rien faire. Je vais certainement prendre le contrôle de la rivière Han." Liu Bei rassemble donc ses forces et prend une position purement défensive en refusant d’engager l’armée de Cao Cao. À partir de cet instant, Liu Bei se concentre sur l'application systématique de la stratégie de la terre déserte qu'il a décidé de suivre.
La situation s'enlise rapidement. Au bout d'un certain temps, les troupes de Liu Bei mettent au point un plan pour tenter de débloquer la situation. Leur plan est le suivant : Huang Zhong et Zhang Zhu partent discrètement, de nuit, pour aller détruire les approvisionnements de l’ennemi, pendant que Zhao Yun et Zhang Yi restent au camp pour le défendre. Hélas pour Zhong, les renforts ennemis arrivent avant qu'il ait pu incendier les provisions des troupes de Cao Cao et il doit se replier. Cependant, il est rapidement rattrapé et encerclé. C'est alors qu'arrive Zhao Yun, inquiet du retard pris par Huang Zhong. Yun et Zhong brisent l'encerclement et se replient vers leur camp, avec l'armée de Cao Cao à leur poursuite. Lorsque la poursuite s’achève, les soldats de Cao trouvent le camp de Liu Bei silencieux, sans aucune bannière et les portes grandes ouvertes. Craignant une embuscade, ils font demi-tour, juste au moment où une pluie de flèches s'abat sur eux. Cette attaque surprise transforme le repli en déroute et beaucoup de soldats de Cao Cao finissent noyés dans la rivière Han alors qu’ils tentent de s’échapper. Dans le même temps, un autre détachement des troupes de Liu Bei, mené par Meng Da et Liu Feng, arrive au camp de Cao Cao et brûle ses provisions avant de se retirer.
Après cet échec, Cao Cao doit faire face à des problèmes logistiques complexes, qui hypothèquent lourdement ses chances de réussite. Il finit par donner un ordre étrange à ses troupes : "côtes de poulet" (雞肋). Les hommes de Cao Cao sont perplexes car ils ne comprennent pas ce que "côtes de poulet" signifie, à l’exception de Yang Xiu, un des secrétaires de Cao. Yang Xiu explique qu’il est dommage de jeter des côtes de poulet, même s'il y a peu de viande à manger sur cette partie de l'animal. Il explique ensuite qu'il s’agit d’une analogie avec la situation que Cao Cao affronte : Cao savait qu’il a peu de chances de battre Liu Bei, mais il estime qu’il est dommage de renoncer à Hanzhong et de se retirer; tout comme il est dommage de jeter des côtes de poulet.
C'est ainsi que, durant le cinquième mois lunaire, Cao Cao se retire et retourne à Chang'an, renonçant ainsi à Hanzhong au profit de Liu Bei.

## Conséquences
Un mois après avoir conquis avec succès Hanzhong, Liu Bei envoie Meng Da attaquer Fangling (房陵) via Zigui (秭歸). Meng Da réussit à vaincre et tuer Kuai Qi (蒯祺), l'administrateur de Fangling et prendre le contrôle de la région. Plus tard, Liu Bei envoie son fils adoptif, Liu Feng, attaquer Shangyong (上庸) en descendant le cours la rivière Mian (沔水) depuis Hanzhong. Shen Dan (申耽), l'administrateur de Shangyong, se rend sans résister à Liu Feng. Le septième mois lunaire de l'an 219, Liu Bei s’autoproclame "Roi de Hanzhong".

Cependant, après sa retraite, Cao Cao craint que Liu Bei attaque également la Commanderie de Wudu (武都). En prévision d'une telle attaque, il donne l'ordre à Zhang Ji, l’inspecteur (刺史) de la Province de Yong, de déplacer 50 000 personnes du peuple Di de Wudu vers les commanderies de Fufeng (扶風) et Tianshui (天水). Précaution utile, car si Liu Bei ne lance aucune attaque contre Wudu, en 229, Zhuge Liang, devenu entre-temps premier ministre du royaume de Shu fondé par Bei, attaque cette région pour en faire une base arrière, en prévision d'une campagne contre le royaume de Wei, fondé par les héritiers de Cao Cao. Voyant qu'il a pris le contrôle d'une zone vide d'hommes, Liang se replie en peu de temps, sans insister.

## Ordre de bataille
| - Gouverneur de la Province de Yi (益州牧) Liu Bei - Général Qui Propage la Puissance Martiale (揚武將軍) Fa Zheng - Protecteur de l'Armée (護軍) Huang Quan - Général Qui Attaque les Barbares (討虜將軍) Huang Zhong - Général de l'Étendard (牙門將軍) Wei Yan - Vice-Général de la Maison au sein de l'Armée (副軍中郎將) Liu Feng - Administrateur de Yidu (宜都太守) Meng Da - Chen Shi - Gao Xiang - Assistant Général de l’Armée (翊軍將軍) Zhao Yun - Zhang Zhu (張著) - Chef de Mianyang (沔陽長) Zhang Yi - Général Qui Attaque les Barbares (征虜將軍) Zhang Fei - Général Qui Pacifie l'Ouest (平西將軍) Ma Chao - † Wu Lan (吳蘭) - † Lei Tong - † Ren Kui (任夔) | - Roi de Wei (魏王) Cao Cao - Protecteur de l'Armée Qui Attaque Shu (征蜀護軍) Cao Zhen - Secrétaire (主簿) Yang Xiu - † Général Qui Attaque l'Ouest (征西將軍) Xiahou Yuan - † Inspecteur de la Province de Yi (益州刺史) Zhao Yong - Général Qui Défait les Bandits (盪寇將軍) Zhang He - Gendre Impérial et Commandant (駙馬都尉) Du Xi - Major (司馬) Guo Huai - † Xiahou Rong (夏侯榮) - Protecteur-Général (都護將軍) Cao Hong - Commandant de la Cavalerie (騎都尉) Cao Xiu - Administrateur de Wudu (武都太守) Yang Fu - Général Qui Pacifie les Bandits (平寇將軍) Xu Huang - Colonel (校尉) Wang Ping (simule une reddition) - Puhu (朴胡) - Duhuo (杜濩) |